# Isabelle Stone
Isabelle Stone (18 octobre 1868 - 1966) est une physicienne et éducatrice américaine. Elle est l'une des fondatrices de la Société américaine de physique. Elle est parmi les premières femmes à obtenir un doctorat en physique aux États-Unis.

## Jeunesse et éducation
Stone est née en 1868 de Harriet H. Leonard Stone et Leander Stone à Chicago. Elle obtient un baccalauréat au Wellesley College en 1890 et est parmi les premières femmes à obtenir un doctorat en physique aux États-Unis, obtenant le sien deux ans seulement après que Caroline Willard Baldwin ait obtenu un doctorat en sciences à l'Université Cornell. Stone termine ses études doctorales à l'Université de Chicago. Sa thèse de 1897, Sur la résistance électrique des couches minces, montre que les couches métalliques très minces présentent une résistivité plus élevée que le métal en vrac.
Elle vit avec sa sœur Harriet Stone à Washington, DC dans ses dernières années. Certaines de ses lettres sont dans les papiers de George B. Pegram à l'Université Columbia.

## Carrière
Stone enseigne un an à la Bryn Mawr School de Baltimore. Elle est professeur de physique au Vassar College de 1898 à 1906 et chef du département de physique au Sweet Briar College de 1915 à 1923. De 1908 à 1914, elle et sa sœur Harriet Stone dirigent une école pour filles américaines à Rome et plus tard, elles dirigent une autre école pour filles à Washington, DC.
Stone est l'une des deux femmes (sur un total de 836) qui assistent au premier Congrès international de physique à Paris (l'autre étant Marie Curie). En 1899, elle est l'une des quarante physiciennes (et l'une des deux femmes, l'autre étant Marcia Keith) lors de la première réunion de l'American Physical Society, tenue à l'Université Columbia.
Les recherches de Stone portent sur la résistance électrique et d'autres propriétés des couches minces.

## Ouvrages
- On the electrical resistance of thin films, January 1898, Physical Review, vol. VI, no. 30
- Color in Platinum Films, July 1905, Physical Review (Series I), vol. 21, Issue 1, pp. 27–40
- Properties of thin films when deposited in a vacuum[10]